# Dicranomyia (Dicranomyia) lebombo
Dicranomyia (Dicranomyia) lebombo is een tweevleugelige uit de familie steltmuggen (Limoniidae). De soort komt voor in het Afrotropisch gebied.